# 矮生黄杨
矮生黄杨（学名：Buxus sinica var. pumila）为黄杨科黄杨属下的一个变种。

## 扩展阅读
- 維基物種上的相關：矮生黄杨